# Leptogryllus deceptor
Espèce
Répartition géographique
Statut de conservation UICN

EW : Éteint à l'état sauvage
Leptogryllus deceptor est une espèce de grillons de la famille des Gryllidae. Cette espèce était endémique de l’État insulaire d’Hawaï aux États-Unis. Elle est considérée comme éteinte à l’état sauvage selon l’Union internationale pour la conservation de la nature.